# Via Mala (film, 1961)
Pour les articles homonymes, voir Via Mala (homonymie).
Pour plus de détails, voir Fiche technique et Distribution.
Via Mala est un film allemand réalisé par Paul May, sorti en 1961.
Il s'agit d'une adaptation du roman de John Knittel.

## Synopsis
Jonas Lauretz exploite avec sa famille une scierie isolée dans Viamala, en Suisse. Jonas est un tyran violent et intimide sa femme, son fils Niklas et ses filles Sylvia et Hanna. Ivre une fois de plus, il déclenche une bagarre et se retrouve en prison. Sa famille espère qu'il va changer.
Un vieux professeur, qui s'est souvent soucié de Sylvia, meurt et lui lègue sa fortune. Comme elle n'est pas majeure, l'argent est confié à son père, qui ne sait rien durant sa détention. Après sa libération, il trouve le livret et gaspille l'argent. Après cet incident, la famille n'en peut plus et décide de faire ce qu'elle veut depuis longtemps, tuer le père. L'assassinat est commis.
Andreas von Richenau est chargé de l'enquête sur l'absence de Jonas Lauretz. Or, il est aussi le fiancé de Sylvia. Cela met sous pression toute la famille Lauretz qui avoue et s'explique. Il décide après beaucoup de réflexion et malgré des risques personnels, de couvrir le meurtre et conclut l'enquête : Jonas Lauretz est déclaré disparu.

## Fiche technique
- Titre : Via Mala
- Réalisation : Paul May assisté de Hans Stumpf
- Scénario : Kurt Heuser
- Musique : Rolf Wilhelm
- Direction artistique : Isabella Schlichting, Werner Schlichting
- Photographie : Richard Angst
- Son : Gerhard Müller
- Montage : Walter Wischniewsky
- Production : Artur Brauner
- Société de production : CCC-Filmkunst
- Société de distribution : Gloria
- Pays de production :  Allemagne de l'Ouest
- Langue : allemand
- Format : Couleurs - 1.37:1 - Mono - 35 mm
- Genre : Drame
- Durée : 93 minutes
- Date de sortie :
  - Allemagne de l'Ouest : 9 août 1961.
  - Pays-Bas : 18 janvier 1962.
  - France : 29 août 1962[1].
  - Danemark : 10 décembre 1962.
- Affiche : Clément Hurel (France)

## Distribution
- Gert Fröbe : Jonas Lauretz
- Joachim Hansen : Andreas von Richenau
- Christine Kaufmann : Sylvia Lauretz
- Christian Wolff : Niklas Lauretz
- Anita Höfer (de): Hanna Lauretz
- Edith Schultze-Westrum : la mère Lauretz
- Joseph Offenbach : Jöry, le garçon de ferme
- Anne-Marie Blanc : Mme von Richenau
- Rudolf Forster : Matthias, le peintre
- Paul Henckels : Gutknecht, le professeur
- Heinrich Gretler : Bonatsch, le bailli
- Margrit Weiler : Kunigunde Meier
- Claus Wilcke (de) : Henry Scherz
- Alexa von Porembsky : Gumpers, l'aubergiste
- Werner Buttler : le gendarme Dieterli